# 清水綾音
清水 綾音（しみず あやね、1993年1月24日 - ）は、松竹芸能に所属するタレント。愛称あやねぇ。

## 来歴・人物
大阪府八尾市出身。父はプラスチック化工会社社長、母は新体操の先生。妹が2人いる（1人は2歳下の女優）。関西大学を卒業してから松竹芸能へ所属するまではモデル事務所に所属し、主にブライダルモデルや和装モデルとして活動をしていた。田口万莉に憧れ、2018年8月に松竹芸能入所。
2024年3月より「清水綾音のシャカリキ！社会人野球応援チャンネル（通称: シャカシャカch）」を開設。
「スポーツフードスペシャリスト」 「フィットネスフードデザイナー」「健康管理能力検定1級 / 健康管理士一般指導員」の資格を持つ。

## 出演

### テレビ

#### 現在
- 怪談テラーズ（MONDO TV）
- 西はりまサタデー9（サンテレビ）- リポーター（不定期で担当）
- ゆうドキッ!（奈良テレビ） - コメンテーター兼リポーター（火曜日担当）
- 角田信朗のおっさんぽ（J:COMチャンネル）
- 超イイネ!ユニバーサル・スタジオ・ジャパン（J:COMチャンネル）
- タイガースV特急（ベイコム）
- チームベイコム（ベイコム）
- newsランナー（関西テレビ）　- 「ランナーマガジン」リポーター（不定期で担当）
- 京暮士門（KBS京都） - MC

#### 過去
- UP!アップ!関ガール　シーズン2（J:COMチャンネル）- モデル事務所時代から2020年9月まで出演
- Sweet Time～おいしい話を少しだけ～（サンテレビ、毎週木曜16:55 - 17:00）- 2019年10月から2020年6月までアシスタントとして出演
- ゲツ→キン（eo光テレビ）- 2020年9月まで木曜中継リポーターとして出演
- ナジャ・グランディーバのチマタのハテナ（eo光テレビ、毎週水曜17:45 - 19:00）- 2020年10月14日から2021年9月29日まで「ものしりディーバ隊」と題したリポーターの一員として不定期出演
- 走れ!みつくに社長 おススメ情報お届けします（テレビ大阪、毎週金曜25:23 - 25:48）

### ラジオ

#### 現在
- 原田年晴 かぶりつきサースデー!（ラジオ大阪） - 原田年晴（同局のシニアアナウンサー）のパートナー
  - 2023年4月から2024年3月までは、前番組に当たる『原田年晴 かぶりつきマンデー!』でも原田のパートナーを担当。『サースデー!』のパートナーへ異動した2024年4月以降は、金曜日に編成されている『原田年晴　かぶりつきフライデー!』でも、本来のパートナー（演歌歌手の田中あいみ）が休演する場合にパートナーを代行することが相次いでいる。
- J-HITS RADI✕MATION（ラジオ大阪の期間限定番組） - 2022年度の下半期放送分からパーソナリティを単独で担当
- MBSベースボールパーク日曜日（MBSラジオのナイターオフ期間限定番組）
  - 「『Mラジ・トライヨンズ』（日本プロ野球への新規参入を目論む架空の球団）の公開ミーティング」という設定で2022年度から編成されている「我らMラジ・トライヨンズ」へ、松竹芸能での同僚（かみじょうたけしなど）と交互に、2024年度から「スカウト」という肩書で出演。出演日には、「我らMラジ・トライヨンズ」に続いて「徒然なる球に」（野球に関するラジオコラムのパート）を単独で任されている。

#### 過去
- はじめましてツキムラです（びわ湖放送ほか）
- こんにちは ツキムラです（ラジオ関西、2019年11月28日放送分まで担当）
- MBSヨル隊 金村義明のええかげんにせぇ〜!（MBSラジオ、2019・2020年度にアシスタントを担当）
- Hit&Hit!（ラジオ大阪、2020年3月31日から2022年3月29日まで火曜分のパートナーを担当）
  - 2023年7月28日と8月11日には、小川恵理子（松竹芸能での先輩タレント）が乳がんの手術・療養に入ったことを受けて、当時小川が担当していた金曜分のパートナーを代行。
- 清水綾音のアヤオト!（ラジオ大阪、2022年6月3日から2022年10月14日まで毎週金曜日の20:45 - 21:00に放送）

## その他の活動情報
- ベイコム
  - 「ほっとネット★ベイコム」
  - 「PR i VA旅」
- RCV
  - 「京のおいしおす」
  - 「西京彩発見」
- MBS
  - 「オンナのマタヂカラ」
- イベント
  - 「阪急阪神ワーカーズサービス 虎&ビアナイト」総合MC
  - 「VANTAN CUTTING EDGE2015」
  - 「UMEKIRA★STYLE」
  - 「尼崎うまいもん祭イベント」
  - 「毎日新聞　夏休み映画鑑賞会」
  - 「女性のためのマネーセミナー」（2023年1月14日、1月28日　神戸三宮東急REIホテル）
- CM/インフォマ
  - 「近鉄レンタカー」
  - 「湯川家具」
  - 「サンスターGUM歯周病プロケアペースト」
  - 「羽曳野市PR動画」
- ショー
  - 「全日本美容業生活衛生同業組合連合会着付けコンクール」
  - 「JJゆかたフェスティバル」
  - 「Top Masters Mode大阪」
- ウェディング/ブライダル
  - 「帝国ホテル大阪ブライダルファッションショー」
  - 「ブラフェスbyハナユメ」
  - 「ヴィラアンジェリカブライダルファッションショー」
  - 「模擬式」（帝国ホテル大阪・串本ロイヤルホテル・舞子ホテル）
- TVN/BBC/KCN
  - 「はじめまして、ツキムラです」
- 高槻JAZZ STREET2023
  - ROUTE171にて出演（2023年5月4日）